# Robin Moore
Robin Moore (eigentlich Robert Lowell Moore, Jr.; * 31. Oktober 1925 in Concord, Massachusetts; † 21. Februar 2008 in Hopkinsville, Kentucky) war ein US-amerikanischer Autor und Drehbuchautor.

## Leben
Moores bekanntester Roman The French Connection handelt von der Arbeit zweier Undercoveragenten des Drogendezernats von New York City. Er wurde von Regisseur William Friedkin 1971 unter dem Titel French Connection – Brennpunkt Brooklyn verfilmt und unter anderem mit fünf Oscars ausgezeichnet. Weiterhin schrieb er die Vorlage zum Kriegsfilm Die grünen Teufel von und mit John Wayne, für dessen Recherche er bei der US-Armee einen Eignungslehrgang („Q course“) der Spezialkräfte der US-Armee erfolgreich absolvierte und danach mit einer Sondererlaubnis in den Reihen der Special Forces, den so genannten „Green Berets“, in Vietnam kämpfte.
Er war allerdings auch Preisträger der Goldenen Himbeere 1982 für das schlechteste Drehbuch des Jahres.

## Bibliografie (Auszug)
- Bitterer Zucker (The devil to pay, 1961)
- Die grünen Teufel (The green berets)
- Die Versuchung der grünen Teufel
- Heroin CIF New York (The French Connection)
- Ein Leben für die Hölle (Mafia Wife)
- Uran Connection (The Moscow Connection)

## Filmografie

### Drehbücher
- 1972 – Hot Pants Holiday
- 1981 – Inchon

### Filme nach Büchern von Moore
- 1968 – Die grünen Teufel (The Green Berets)
- 1971 – French Connection – Brennpunkt Brooklyn (The French Connection)
- 1975 – The Happy Hooker